# Jørgen Nordhagen
Jørgen Nordhagen (Tranby, 10 januari 2005) is een Noors wielrenner en voormalig langlaufer. Eind oktober 2022 tekende hij een contract tot eind 2027 bij Team Jumbo-Visma, dat hem in 2024 op zou nemen in de opleidingsploeg en een jaar later zou laten doorstromen naar de profs. In februari 2024 werd hij in het Sloveense Planica juniorenwereldkampioen langlaufen op het onderdeel 20 km massastart.

## Carrière
In 2022, als eerstejaars junior, won Nordhagen het jongerenklassement in zowel de Vredeskoers als de Saarland Trofeo. Nadat hij in juni Noors kampioen tijdrijden (in zijn leeftijdscategorie) was geworden, werd hij twee weken later op het Europese kampioenschap in diezelfde discipline. Begin september won hij een etappe en het jongerenklassement in de GP Rüebliland. Later die maand werd hij negende in de tijdrit en dertiende in de wegwedstrijd op het wereldkampioenschap. In oktober van dat jaar werd bekend dat hij in 2025 prof zou worden bij Team Jumbo-Visma, dat hem in 2024 bij hun opleidingsploeg zou stallen. In zijn tweede seizoen als junior won hij de slotrit en het eindklassement in de Eroica Juniores Nations' Cup. In de Vredeskoers won hij twee ritten en het eindklassement. De tijdrit in de Saarland Trofeo schreef hij ook op zijn naam. Later die maand prolongeerde hij zijn nationale titel in het tijdrijden. In diezelfde discipline werd hij op het wereldkampioenschap vierde en op het Europese kampioenschap tweede.
Als eerstejaars belofte maakte hij, zoals eerder afgesproken, de overstap naar de opleidingsploeg van Team Visma | Lease a Bike. Voor hij zijn seizoen startte werd hij in februari wereldkampioen op de ski's: hij won de 20 kilometer massastart op het wereldkampioenschap langlaufen voor junioren. Begin april maakte hij in de Ronde van Belvedere, waar hij veertiende werd, zijn debuut voor de wielerploeg. Een dag later werd hij negende in de GP Palio del Recioto. Later die maand werd hij, achter Joseph Blackmore en Robin Orins, derde in Luik-Bastenaken-Luik voor beloften.

## Overwinningen
2022
Jongerenklassement Vredeskoers, Junioren
Jongerenklassement Saarland Trofeo
 Noors kampioen tijdrijden, Junioren
3e etappe GP Rüebliland
Jongerenklassement GP Rüebliland
2023
2e etappe Eroica Juniores Nations' Cup
Eindklassement Eroica Juniores Nations' Cup
1e en 2e (deel A) etappe Vredeskoers, Junioren
Eindklassement Vredeskoers, Junioren
3e etappe deel B Saarland Trofeo
 Noors kampioen tijdrijden, Junioren
2024
3e etappe Ronde van de Elzas
Grote Prijs van Poggiana
Bergklassement Ronde van Duitsland
3e etappe Ronde van Friuli-Venezia Giulia
Eind-, punten-, berg en jongerenklassement Ronde van Friuli-Venezia Giulia
Coppa Città di San Daniele
2025
8e etappe Giro Next Gen

## Resultaten in voornaamste wedstrijden
|      | \| Jaar \| Strade Bianche \| Waalse Pijl \| Clásica San Sebastián \| \| ---- \| -------------- \| ----------- \| --------------------- \| \| 2025 \| 85e \| 25e \| 33e \| |             |                       |
| Jaar | Strade Bianche | Waalse Pijl | Clásica San Sebastián |
| 2025 | 85e | 25e         | 33e                   |

## Ploegen
- 2024 –  Team Visma | Lease a Bike Development
- 2025 –  Team Visma-Lease a Bike